# Järnvägspark

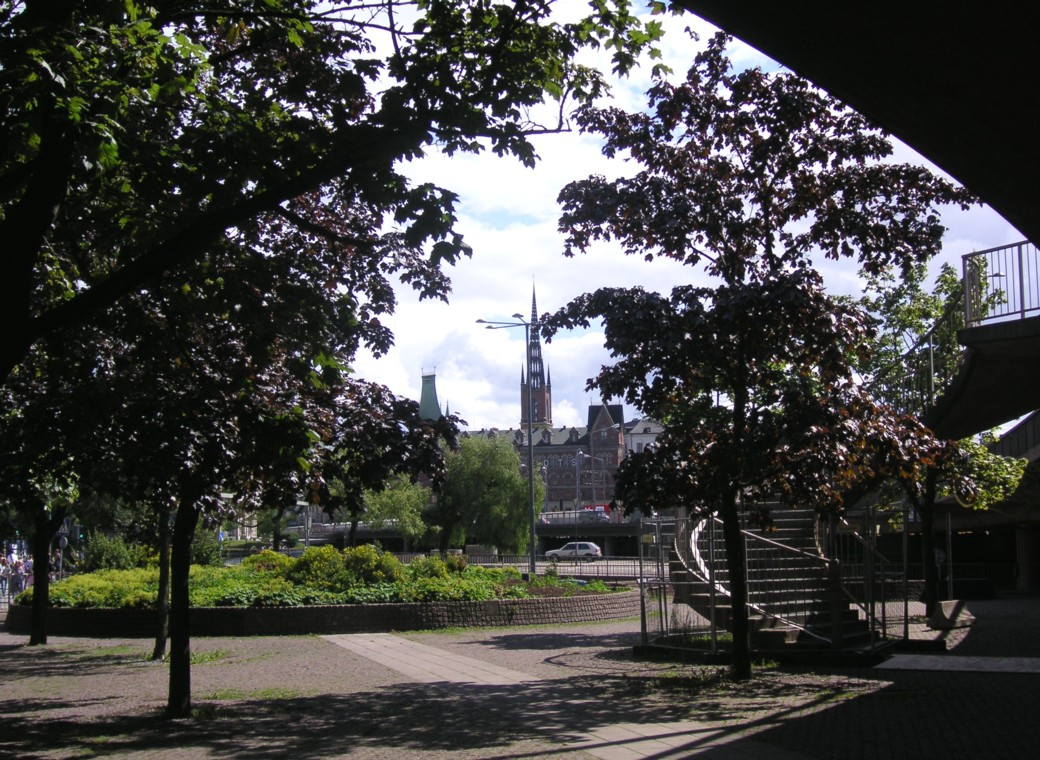
Järnvägsparken i Stockholm 2007.

En järnvägspark är en stadspark anlagd vid en järnväg.

## Sverige
Under andra halvan av 1800-talet anlades parker i större svenska stationsorter i syfte att utgöra ett skydd mot föroreningar och bränder. Många av dessa parkmiljöer har sedan dess bebyggts eller lagts igen, i synnerhet i storstäderna.